# سیل ۲۰۲۰ حیدرآباد (هند)
سیل ۲۰۲۰ حیدرآباد (انگلیسی: 2020 Hyderabad floods)
در ۱۴اکتبر، بارندگی‌های شدید منجر به جاری شدن سیل ناگهانی در بسیاری از مناطق حیدرآباد شد و دست کم ۸۱ تن جان خود را از دست دادند. در ۱۸ اکتبر ۲۰۲۰، طوفان دیگری باعث جاری شدن سیل در حیدرآباد شده بود که دو نفر کشته شدند.